# Cérilly (Yonne)
Cérilly é uma comuna francesa na região administrativa de Borgonha-Franco-Condado, no departamento de Yonne. Estende-se por uma área de 7,29 km². Em 2010 a comuna tinha 40 habitantes (densidade: 5,5 hab./km²).